# يورغن فوغل
يورغن فوغل (بالألمانية: Jürgen Vogel)‏ هو منتج أفلام ومغني ومنتج وكاتب سيناريو ومخرج وممثل ألماني، ولد في 29 أبريل 1968 في ألمانيا. من الجوائز التي نالها جائزة الفيلم الألماني ‏.

## أعمال

### أفلام
- (1997) الحياة هي كل ما تحصل عليه
- (2003) وداعا لينين
- (2006) صديق لي[7]

## جوائز
- جائزة الفيلم الألماني [الإنجليزية]‏

## وصلات خارجية
- يورغن فوغل على موقع IMDb (الإنجليزية)
- يورغن فوغل على موقع مونزينجر (الألمانية)
- يورغن فوغل على موقع ألو سيني (الفرنسية)
- يورغن فوغل على موقع ميوزك برينز (الإنجليزية)
- يورغن فوغل على موقع أول موفي (الإنجليزية)
- يورغن فوغل على موقع قاعدة بيانات الأفلام السويدية (السويدية)
- يورغن فوغل على موقع إن إن دي بي (الإنجليزية)
- يورغن فوغل على موقع ديسكوغز (الإنجليزية)
- يورغن فوغل على موقع قاعدة بيانات الفيلم (الإنجليزية)
- يورغن فوغل على موقع ليتربوكسد (الإنجليزية)